# Тас-Ары (остров, Анжу)
Тас-Ары (якут. Таас арыы — «каменный остров») — небольшой остров в Восточно-Сибирском море, является частью островов Анжу в составе Новосибирских островов. Территориально относится к Республике Саха, Россия.
Остров расположен у юго-западного берега полуострова Фаддеевский, в заливе Геденштрома. Имеет удлинённую с севера на юг форму. На юге покрыт песком, на севере расположены небольшие озера. У западного побережья отмель.
Постоянного населения на острове нет. Согласно административно-территориальному делению России остров находится на территории Булунского улуса Якутии.
Остров, как и остров Котельный, входит в состав охранной зоны Государственного природного заповедника «Усть-Ленский», поэтому его не стоит путать с островом Тас-Ары в дельте Лены.

## Топографические карты
Лист карты S-54-XI,XII полярная ст. Земля Бунге. Масштаб: 1 : 200 000. Состояние местности на 1973-1981 год. Издание 1989 г.